# Apocryptus plumbeus
Apocryptus plumbeus là một loài tò vò trong họ Ichneumonidae.